# Steven Lindsey
Steven W. Lindsey, född 24 augusti 1960 i Arcadia, Kalifornien, är en amerikansk astronaut uttagen i astronautgrupp 15 den 9 december 1994.

## Rymdfärder
- Columbia - STS-87
- Discovery - STS-95
- Atlantis - STS-104
- Discovery - STS-121
- Discovery - STS-133